# McLeod-Syndrom
Das McLeod-Syndrom (Synonyme: McLeod Neuro-Akanthozytose-Syndrom; Myopathie mit Akanthozytose, benige X-gebundene, XkLocus; Xk-Syndrom) ist eine sehr seltene geschlechtsgebunden vererbte Erkrankung mit einer Kombination von Muskelschwäche, „Stachelzellbildung“ (Akanthozyten) der roten Blutkörperchen und abnormaler geringer Genexpression des Kell-Blutgruppen-Antigens.
Das Syndrom wird zu den Neuroakanthozytosen gezählt.
Die Erstbeschreibung erfolgte 1961 durch die US-amerikanischen Ärzte Fred H. Allen, Sissel M. R. Krabbe und Patricia A. Corcoran. Namensgeber war der erste bekannte Patient mit der Erkrankung, der Student Hugh McLeod.
Das Syndrom ist nicht zu verwechseln mit dem in der Internationalen Klassifikation ICD-10 als „McLeod-Syndrom“ genannten Swyer-James-Syndrom.

## Verbreitung
Das McLeod-Syndrom ist eine Seltene Erkrankung. Die Häufigkeit wird mit unter 1 zu 1.000.000 angegeben, die Vererbung erfolgt X-chromosomal rezessiv. Bislang wurde über etwa 150 Betroffene berichtet. Betroffen ist überwiegend das männliche Geschlecht, weibliche Trägerinner haben nur selten neurologische Auffälligkeiten.

## Ursache
Der Erkrankung liegen Mutationen im XK-Gen auf dem X-Chromosom Genort p21.1 zugrunde, welches für das XK-Protein, ein Membranprotein, kodiert, das zum Kell-Cellano-System gehört.

## Klinische Erscheinungen
Klinische Kriterien sind:
- verminderte Überlebenszeit der Erythrozyten
- erhöhte Creatin-Kinase im Blutserum
- klinisch oft nicht in Erscheinung tretende Muskelschwäche, jedoch nachweisbare Muskelfasernekrosen mit Regenerationstendenz. Oft jedoch wird eine Muskelschwäche auch klinisch wesentlich
- keine kardiale Beteiligung, aber wohl im Verlauf häufige Kardiomyopathien
- Manifestation oft vor dem 30. Lebensjahr
- psychische Auffälligkeiten, später mund- und gesichtsbetonte Chorea, bei einem Drittel auch Erstsymptom
- generalisierte Anfälle (Epilepsie)

Hinzu können Neuropathie, Kardiomyopathie kommen.
Das Syndrom kann Teil eines Contiguous gene syndrome sein.

## Diagnose
Die Diagnose erfolgt durch Nachweis des fehlenden bis verminderten Kx-Antigens auf den Erythrozyten sowie durch den humangenetischen Nachweis der Mutation.
In der Magnetresonanztomographie lassen sich Signalveränderungen im lateralen Putamen mit Atrophie des Nucleus caudatus, eventuell auch im Thalamus und der Substantia nigra nachweisen.

## Differentialdiagnose
Abzugrenzen sind:
- Chorea-Akanthozytose
- Chorea Huntington
- Huntington-ähnliche Syndrome
- Tourette-Syndrom

## Therapie
Bislang ist lediglich eine symptombezogene Behandlung möglich, auf Herzkomplikationen sollte geachtet werden.

## Prognose
Die Prognose gilt als ungünstig.